# Science de l'occlusion dentaire
 (janvier 2009).
La science de l'occlusion dentaire est une branche de l'odontologie. Elle concerne l'aspect mécanique, statique et dynamique des mâchoires chez l'être humain.

## Introduction
Pour l’apprenti dentiste, les connaissances de la mécanique des mâchoires pose problème dès le diplôme : « The “Science of Occlusion” is considered one of the most complex and difficult subjects in dentistry. Therefore it is seldom taught in dental schools to the degree that it should be and most graduates leave school with a very limited understanding of occlusion. »

### Définition
MediaDico définit le terme «occlusion» comme étant un état de «fermeture; état de ce qui est fermé». Le Wiktionnaire définit l'occlusion dentaire comme un état, réflexe ou volontaire, de contacts entre les mâchoires, humaines ou animales, par l'intermédiaire de toutes les dents antagonistes, naturelles ou artificielles (implants dentaires, coiffés d'une couronne prothétique ou prothèse unitaire fixée). La physiologie humaine décrit principalement une occlusion dynamique (synonyme de posture), associée aux différentes « fonctions manducatrices ». Cette « posture » de la mâchoire inférieure dépend autant d'une interaction réciproque entre la gravité terrestre, les déterminants de l’occlusion dentairev(mécanorécepteurs périodontaux ou proprioception desmodontale), les réflexes innés ou proprioceptifs, le jeu musculaire agoniste / antagoniste et le repos physiologique des muscles associé à leur vascularisation, que de la posture de l'extrémité céphalique (tête), du tronc et des membres supérieurs et inférieurs. Quant à l'occlusion « statique fugace », elle est exceptionnelle par sa durée (moins de 0,5 s/min), mais le plus souvent induite par la seule injonction iatrogène. Bien que largement utilisée dans la profession dentaire, l'occlusion d'injonction iatrogène n’est jamais représentative de toute la fonction manducatrice naturelle (biologique). 
L'appellation de la science de l'occlusion dentaire est mal définie. En effet, un flou règne entre les termes suivants : occlusion, occlusodontie, gnathologie, gnathologie fonctionnaliste, occlusion neuromusculaire, occlusodontologie, mécanique des maxillaires, etc.
Au XXe siècle, la découverte progressive des bases fondamentales de la médecine générale a bouleversé les dogmes d'antan. L'approche objective de la science de l'occlusion dentaire est devenue de plus en plus technique, ouvrant la porte aux règles de l'art et aux dernières données acquises par les sciences médicales. Aujourd'hui, la justification scientifique devient incontestable et incontournable. Pour le professionnel, il reste cependant difficile d'outrepasser les dogmes acquis de longue date. En effet, ceci implique des choix irréversibles sur ce qu'il faut conserver des enseignements du passé et sur ce qu'il faut avoir le courage de rejeter définitivement. 
La science de l'occlusion dentaire peut se comparer à la mécanique d'un véhicule automobile. Celle-ci peut s'étudier soit à l'arrêt ou occlusion statique (occlusion des dents, position de repos physiologique, etc.), soit en mouvement ou occlusion dynamique (manducation, mastication, phonation, déglutition, etc.). Quant à l'occlusion d'injonction iatrogène, elle ne présente aucun intérêt scientifique.

## Bases fondamentales de la Médecine

### À la conquête de la vérité scientifique
Au XXe siècle, plusieurs découvertes procurent des références universelles et des données acquises aux bases fondamentales de la Médecine (BAC en médecine générale): physique (gravité terrestre), chimie, biologie, anatomie, physiologie humaine (réflexe de Pavlov; réflexes de Sherrington), biochimie (cycle de Krebs), etc.
L'être humain non malade repose de moins en moins sur des dogmes: ce que l'on appelait «vital relations» ou « hinge axis » en gnathologie (1924) devient précis, scientifique et reproductible. Aujourd'hui, les bases fondamentales de la médecine sont devenues objectives, rigoureuses et incontournables pour toute science de l'occlusion.

### Physique
En plus de l'action biologique des muscles sur les structures anatomiques, les composants de l'appareil manducateurs sont soumis à différentes forces. Une force (physique) constante distingue la masse du poids des organes buccaux: elle répond à la loi universelle de la gravitation terrestre (gravitation, pesanteur et accélération).

### Anatomie de l'appareil manducateur
Le parodonte, ou périodonte, réunit la dent à l'os alvéolaire supporté par les maxillaires. Un nombre important de mécanorécepteurs, ou propriocepteurs desmodontaux, sont logés dans le ligament parodontal : ils permettent d'informer le système nerveux central (SNC) sur l'intensité et la direction des contraintes exercées sur les dents.
L'articulation temporo-mandibulaire (A.T.M.) a un rôle très secondaire dans le fonctionnement de l'appareil manducateur.
Les muscles manducateurs comprennent les muscles masticateurs, ainsi que les muscles sus-hyoïdiens et les muscles sous-hyoïdiens. Ils interviennent autant dans la posture, que dans les différentes fonctions manducatrices.
Le système nerveux reçoit les informations dentaires, musculaires, articulaires ou algiques (douleurs) via les propriocepteurs desmodontaux de type 1 (dents), les corpuscules de Meissner (lèvres, muqueuses, langue), les corpuscules de Golgi (ATM), les fuseaux neuromusculaires (muscles) ou les terminaisons libres dans ces divers éléments anatomiques. La branche mandibulaire du nerf trijumeau (V3) et sa branche motrice (Vm) sont les principales voies vectrices de l'information sensitive, sensorielle ou motrice.

### Physiologie de l'appareil manducateuret desmuscles

#### Lesmuscles
On parlera de muscles manducateurs lors d'une fonction précise, réflexe ou volontaire : mastication, phonation, déglutition, etc. On réserve le terme « muscles posturaux » lors d'une inactivité relative de l'appareil manducateur : c'est la position de repos physiologique de la mandibule. Pour le surplus, voir myocyte et contraction musculaire.

### Biochimie du myocyte strié et myalgie
Le muscle postural, contracturé à plus de 30 % de la contraction maximale volontaire (C.M.V.), voit ses veines collapsées (pincées). Donc, le débit sanguin s'annule dans le muscle, ainsi que l'approvisionnement en oxygène et l'élimination des produits du catabolisme.
Au sein de la cellule musculaire (myocyte), le rendement de la glycolyse et du cycle de Krebs, en présence ou non d'oxygène, chute de 36 ATP (respiration) à 2 ATP (fermentation) en l'absence d'oxygène. Il s'ensuit une production d'acide lactique (lactates) qui stimule les terminaisons nerveuses libres responsables de la sensation de douleurs. C'est la crampe musculaire douloureuse, ou myalgie.
Dans un laboratoire de neurophysiologie, seule une tétanisation du muscle (20  à   50 hertz) contracturé permet un lavage complet du muscle contracturé. Chez le patient, on traitera les causes produisant les crampes musculaires de l'appareil manducateur. Ceci permet de retrouver une position de repos physiologique pour tous les muscles posturaux de la mandibule.

## Historique

### Classification des malocclusions
Bien avant la découverte et la compréhension des mécanismes biologiques des réflexes (1917), puis des mécanismes biochimiques dans la cellule musculaire (1953), E.H. Angle (1855-1930) établit une Classification des malocclusions dès 1898. Ce sont les modèles en plâtre des mâchoires d'un millier de ses patients qui lui servent de support. La Classification n'a qu'un seul but: faciliter le « diagnostic » des pathologies de l'occlusion statique. dans l'esprit d'E.H. Angle, toutes ces malocclusions n'ont donc pas la vocation de servir un but thérapeutique.
Dans son ouvrage de 1900, E.H. Angle cite expressément : « In the begining we wish to throroughly impress the necessity for complete separation of diagnosis from treatment […] all cases of malocclusion may be readily arranged in well-defined classes as plants, animals, or the elements, and having a thourough knowledge of distinguishing characteristics of occlusion and of facial lines peculiar to each class, the diagnosis of any given case is greatly simplified » (p. 34-35).
E.H. Angle postulait que la Classification correspondait aussi « à une répartition sociale entre les riches et les pauvres, voire à une distinction raciale entre les blancs, les colorés et les noirs. Celles-ci sont dictées par notre mère Nature qui ne se trompe jamais [sic] ».
Dans sa préface de 1906, E.H. Angle, alors âgé de 51 ans, vante les mérites de l'occlusion de la première molaire supérieure. La dévotion pour cette dent est, pour lui, le nombril sacralisé du développement de toute la face. 
De 1898 (6e édition) à 1907 (7e édition), E.H. Angle écrivait : « Out of several thousand cases of malocclusion examined, the proportion per thousand belonging to each class was as follow » :
|  | Class I    |             | 692   |  |
|  |            |             |       |  |
|  | Class II   |             |       |  |
|  |            | Division 1  | 90    |  |
|  |            | Subdivision | 34    |  |
|  |            | Division 2  | 42    |  |
|  |            | Subdivision | 100   |  |
|  |            |             |       |  |
|  | Classe III |             |       |  |
|  |            | Division    | 34    |  |
|  |            | Subdivision | 8     |  |
|  |            |             |       |  |
|  |            |             | 1.000 |  |

Conclusion : toutes les classes d'E.H. Angle, en ce compris la Classe I (692 patients sur 1 000), sont des classes de malocclusions.
« Classification of malocclusion : As we have seen, there are seven distinct positions wich teeth in malocclusion may occupy, indicated by their deviation from the line of occlusion. This different malpositions form combinations in cases of malocclusion wich are pratically limitless in their variations […] These classes are based on the mesio-distal relations of the teeth, dental arches, and jaws, wich depend primarily upon the positions mesio-distally assumed by the first permanent molars on their erupting and locking. Hence in diagnosing cases of malocclusion we must consider, first, the mesio-distal relations of the jaws and dental arches, as indicated by the relation of the lower first molars with the upper first molars - the keys of occlusion ; and second, the positions of the individual teeth, carefully noting their relations to the line of occlusion.
In other words, it would not classify with any definiteness and would necessitate a lengthy description in order to convey to the listener's mind its true condition : while under the author's classification, if a case be spoken of as belonging to a certain Class, Division, or Subdivision, there is at once created in the mind a quite perfect understanding of the case - not only the peculiarities of the occlusion, and the relations of the jaws, but also the art relations, condition of the throat and nose, habits of the patient, etc, and nothing further is needed to complete the picture except minor individuals peculiarities. »

### Gnathologie
C'est la plus ancienne des sciences de l'occlusion dentaire. Elle est née avant les bases fondamentales de la médecine. Donc, cette philosophie est, le plus souvent, empirique. La gnathologie de B.B. McCollum (1924) a été quasi la seule "Science de l'occlusion" enseignée universellement à tous les dentistes durant le XXe siècle.[réf. nécessaire]
La gnathologie se fonde sur l’existence présumée d’un « Hinge Axis », ou axe bi-condylien (axe charnière) de la mâchoire inférieure. Or, depuis 1924, l’existence de cet axe imaginaire n’a jamais été confirmée, ni scientifiquement, ni cliniquement. La gnathologie repose sur une mise en articulateur d'une reproduction en plâtre (« modèles ») des deux mâchoires du patients, modèles disposés en occlusion d'injonction iatrogène via deux cires occlusales, ou occlusion volontaire statique. Outre l'instabilité et la non reproductibilité de cette position volontaire, cette approche iatrogène diverge radicalement des réflexes naturels, associés à toute fonction manducatrice physiologique. Ensuite, cette mise en articulateur est comparées aux canevas de la Classification des malocclusions, qu'E.H. Angle a établi sur des modèles en plâtre (1898), disposés en occlusion iatrogène. Et non sur l'occlusion naturelle présentée par ces patients. L'emprisme, ajouté par cette classification de 1898, est toujours d'actualité en dentisterie générale, en orthodontie (ODF) et en chirurgie maxillofaciale (CMF).
L'analyse céphalométrique (ODF, CMF), quantifiée sur téléradiographie latérale du visage disposée en bouche fermée, à la demande du médecin radiologue, est du même empirisme : aucun respect de tout caractère dynamique, physiologique ou biochimique, de la fonction manducatrice naturelle. La « gouttière occlusale » est le fruit expérimental essentiel de la gnathologie. Malheureusement, cette philosophie ne répond jamais aux critères universels de la physique, ni aux impératifs de la physiologie manducatrice. De ce fait, il ne conduit jamais au moindre traitement efficace. Tout est réversible, temporaire et sans aucune finalité thérapeutique. Le plus souvent, le patient est abandonné à lui-même, sa gouttière occlusale restant dans sa main.
In fine : la gnathologie est plus la science des articulateurs dentaires, outils très utiles aux techniciens dentaires, qu’une « science dentaire » au bénéfice des patients. Si l'occlusion neuromusculaire est une branche de la gnathologie fonctionnaliste, alors elle a aussi été balayée en 1996 par les prix Nobel (voir ci-dessous), en même temps que l’enseignement de la gnathologie. 
Pour A. Jeanmonod (1988) : « l'École gnathologique est en train de rejoindre l'École fonctionnaliste ». Pour l'International Academy of Gnathology (IAG), American Section : « Gnathology is the Science that treats the biologics of the masticating mechanisms. » Or, l’appareil manducateur a bien d’autres fonctions que la mastication des aliments. « […] The “Science of Occlusion” is considered one of the most complex and difficult subjects in dentistry. Therefore it is seldom taught in dental schools to the degree that it should be and most graduates leave school with a very limited understanding of occlusion […] »
Comparée à l'enseignement donné au futur garagiste, la formation en dentisterie « moderne » est très complète en carrosserie (esthétique), mais néglige totalement toute la mécanique du véhicule (fonction manducatrice). Rien d'étonnant, dès lors, que le praticien (dentiste généraliste, ODF ou CMF) a tendance à faire l'autruche ou à prendre leurs jambes à leur cou devant toute dysfonction occlusale de l'un de ses patients.[non neutre]

### Occlusion neuromusculaire ou EMG-KNG
Synonymes : Électromyographie (EMG) et Kinésiographie (KNG) crâniomandibulaires, ou EMG-KNG (Dr Lorenzo Bazzotti, Turin (Italie), 1998).
Au niveau de l'échancrure sigmoïde de la mandibule (branche motrice du nerf V, nerf VII et tissus voisins), application, pendant 45 minutes, d'une stimulation électrique procurant un mouvement mandibulaire de 0,2 mm d'amplitude : 30-60 volts, 10 mA et 40 piqûres par minute (1,5 hertz). Il s'agit de créer un recrutement spatial des fibres en contractions simultanées : un reflet des contractions isotoniques réflexes des muscles. Cette Transcutaneous Electrical Nerve Stimulation (TENS) est censée mettre au repos physiologique les fibres musculaires des muscles masticateurs.
Après 45 minutes de TENS (0,2 mm déflexion mandibulaire), un aimant, collé sur les incisives centrales inférieures, et un casque énorme, munis de deux solénoïdes gauche et droit, ou cadre d'analyse kinésiographique, permet de reproduire des positions particulières et les mouvements mandibulaires via l'écran d'un kinésiographe, ou Myomonitor. Par principe, une électrostimulation plus intense (1 mm déflexion mandibulaire), ou « spike », permet de déterminer le « point X », ou « myocentrique », ainsi que la direction et le sens de l'alternance ouverture / fermeture de la mâchoire inférieure. Le point X sera censé représenter la position d'intercuspidation « physiologique » de la mandibule. Sur la trajectoire d'ouverture et de fermeture de la mandibule durant le spike à 1,5 Hz, la myocentrique, ou position d'intercuspidation maximale, réputée idéale, est arbitrairement déterminée de 1,4  à   2,4 millimètres au-dessus de la position de repos « physiologique » procurée par les 45 minutes de TENS 
Toute interférence dentaire proprioceptive contrarie les précédents principes arbitraires. Par conséquent, la pratique de meulages dits « sélectifs » est monnaie courante en EMG-KNG. Ces soustractions de tissus dentaire résultent également d’une « mode » issue d’un siècle d’enseignement de la gnathologie.
Pour Lorenzo Bazzotti : « À cause de la « mémoire proprioceptive », il est impossible de faire confiance aux mouvements volontaires du patient […] Il n'existe aucune corrélation entre la qualité du mouvement et la position condylienne. Il y a donc bien prépondérance du système neuromusculaire sur le système condylien […] L'occlusion neuromusculaire est une branche de la gnathologie fonctionnaliste » (D.E.S. EMG-KNG, ULG, 1998).
« L’occlusion neuromusculaire pèche encore par le manque de validation scientifique » (BAC en sciences médicales, ULG, 2003).
Pour les différentes raisons qui précèdent, l'occlusion neuromusculaire (syn. EMG-KNG, K2) n'a jamais pu faire partie de l'enseignement obligatoire dans les universités.[réf. nécessaire]

### Moniteur Belge: Jurisprudence (1992)
Jurisprudence relative à l’obligation de moyens en ce qui concerne la « Science de l'occlusion »  : 

« Commet une faute le dentiste qui ne rééquilibre pas larticulé dentaire de son client […] Le praticien, qui a conçu une prothèse qui devait nécessairement se briser à brève échéance, en raison de l'occlusion défectueuse dont souffrait son patient, engage sa responsabilité. »

Cette jurisprudence est valable pour toute intervention iatrogène dans la bouche d'un patient et dans toute la Communauté européenne.[réf. nécessaire]

### 18th Technology Assessment Conference Statement (N.I.H., 1996)
Historiquement, la Classification des malocclusions (E.H. Angle, 1898), la gnathologie (B.B. McCollum, 1924) et l'occlusion neuromusculaire (B. Jankelson, 1972) ont été balayées d'un seul coup par le 18th Technology Assessment Conference Statement de l'U.S. National Institutes of Health (N.I.H.) ou Management of Temporomandibular Disorders (29 avril au 1er mai 1992). En effet, une « evidence based » est apparue : le XXe siècle a classé et reclassé des symptômes, objectifs ou subjectifs, des dysfonctions manducatrices, mais il n’a jamais cherché leurs étiologies (causes). De même, le manque de validation scientifique ne peut plus être toléré en médecine.
Ainsi, depuis 1996, les universités ont fortement réduit le nombre d’heures consacrées à l’enseignement de la gnathologie (5 ECTS ; Processus de Bologne), voire supprimé carrément cette technique de leurs grilles horaires. Actuellement, les écoles dentaires n’offrent aucune autre matière en remplacement de la gnathologie.
Ajouté au faible niveau de formation des futurs dentistes dans les branches fondamentales de la médecine, le jeune diplômé est de plus en plus démuni face à la dysfonction manducatrice de ses futurs patients.

À ce régime, la dentisterie du IIIe millénaire risque de ne plus pouvoir s'occuper de la mécanique des mâchoires, et alors qu'aucune autre branche médicale ne peut la suppléer.[non neutre]

## Occlusodontologie

### Impératifs associés à l’occlusodontologie
Pratiquer l'occlusodontologie, c'est d'abord et avant tout () :
- le respect des lois universelles: gravité terrestre, physique, biologie, biochimie, physiologie[4], etc.  ;
- le respect des déterminants de l'occlusion dentaire : proprioception desmodontale ou Ruffini terminals unencapsulated[13] ;

1. le respect des réflexes innés, à point de départ proprioceptif ou non ;
2. le respect du temps minimum de repos physiologique de la fibre musculaire manducatrice ;
3. suivant l'âge civil du patient ou selon sa denture, la prévention et l’interception de la fonction physiologique, ou la compensation de la dysfonction manducatrice (pathologie, syndrome algodysfonctionnel de l'appareil manducateur), ;
4. la non-ingérence iatrogène sur la perception proprioceptive de la dent, des organes voisins et du patient : récepteurs spécifiques (muqueuse, muscles, ATM), et notamment le déterminant de l’occlusion dento-dentaire : le mécanorécepteurs ou proprioception desmodontale ou, en franglais, le récepteur périodontal de F. Hartmann[3],
5. beaucoup d'humilité devant la complexité biologique de l'appareil manducateur du patient (mastication, déglutition, phonation, etc.).

### Définitions
La relation myodéterminée asymptomatique ( ou RMDA est le reflet de la fonction manducatrice physiologique. La RMDA dépend autant des facteurs statiques (gravité terrestre, arcades dentaires, langue, os, articulations temporo-mandibulaires ou ATM, etc.), que des facteurs dynamiques (propriocepteurs périodontaux, récepteurs muqueux ou articulaires, fuseaux neuromusculaires, muscles, système nerveux, positions du corps, stress, facteurs exogènes, etc.).
L'occlusion réflexe : Le travail lingual et le mouvement de déglutition salivaire ont un rôle majeur dans l'installation ou non de l'occlusion réflexe des arcades dentaires. Ce sont des cofacteurs fonctionnels, essentiels de la croissance faciale chez l'enfant et l'adolescent :
- la déglutition salivaire infantile du nourrisson, perpétuée en déglutition atypique ou déglutition salivaire dysfonctionnelle (DSD) de l'enfant et de l'adolescent, entretient la « respiration buccale », tout son cortège symptomatologique (amygdales hypertrophiées, rhinites, allergies, pharyngites, bronchites, etc.) et la « récidive orthodontique » dans tout traitement d'orthopédie dento-faciale fixe ou amovible (ODF, orthodontie) ;
- la déglutition salivaire fonctionnelle (DSF) construit l'anatomie et la fonction physiologique du futur adulte « respirateur nasal » ;
- le passage du premier mode de déglutition salivaire au second ne dépendrait que de la hauteur optimale d'éruption des organes dentaires autour de la phase de permutation des dents, soit entre 6 et 14 ans d'âges civils.

La déglutition salivaire dysfonctionnelle est un cofacteur pathogénique de la « dysfonction manducatrice » : augmentation du recrutement spatial et temporel des muscles posturaux de la mandibule et des muscles de la langue. Par interactions réciproques face à la gravité terrestre, les postures de la mâchoire inférieure, de la tête, du tronc et des membres se complètent mutuellement, et autant dans la fonction que dans la dysfonction de l'un ou l'autre des composants du corps humain. Ceci explique qu'une dysfonction mandibulaire peut avoir des répercussions au niveau d'un examen clinique de podologie.
Différents cas sont possibles : hormis lors de la DSF, les dents antagonistes ne sont jamais en contact dans toutes les fonctions buccales. À plus forte raison, le contact dento-dentaire est inexistant chez le patient respirateur buccal (DSD, plus de 75 % de la population). Par les migrations dentaires qu’elle favorise, la DSD est un cofacteur essentiel de la dysfonction manducatrice. Quelle que soit l’intensité des contraintes musculaires, « serrer les dents en permanence » résulte d’une mauvaise habitude : un tic ou l’exutoire d’un stress. Avec le temps, la fatigue des muscles l’emporte : myalgies et crampes dans les territoires des muscles posturaux. Outre le serrage volontaire de la mâchoire inférieure sur les dents supérieures, le bruxisme, ou grincement des dents, trouve plus son origine dans une faille des déterminants de l’occlusion (perception proprioceptive) : infraclusion organique, espace libre trop important, absence du contact ou de la guidance canine, absence du calage postérieur, contact non-travaillant, etc.
Par « muscles manducateurs », il faut entendre non seulement les muscles posturaux de la mâchoire inférieure (muscles masticateurs, muscles hyoïdiens, muscles de la langue, etc.), mais aussi tous les muscles qui influencent, de près ou de loin, la posture mandibulaire : tête, nuque, épaules, tronc et membres. Le repos physiologique des muscles manducateur est un état dynamique qui fait partie de la relation myodéterminée asymptomatique (RMDA). 
Pour A. Jeanmonod, Professeur émérite à Paris : « […] Le terme « occlusodontie » s'applique, lui, à l'ensemble des thérapeutiques qui s'adressent à l'occlusion dysfonctionnelle. […] L'École gnathologique est en train de rejoindre l'École fonctionnaliste […] L'occlusodontologie peut être définie comme étant l'étude de l'occlusion dentaire, de son évolution au cours de la vie, de ses anomalies et de leurs répercussions pathologiques […] L'occlusodontologie n'est pas une spécialité. Elle doit être le fil conducteur de la pratique odonto-stomatologique […] »

### La salivation
En bouche « vide », le fluide salivaire facilite le glissement des organes buccaux les uns contre les autres. Une bouche sèche augmente les forces de frictions (respirateur buccal) et aggrave aussi la symptomatologie de la dysfonction manducatrice (DSD). En plus de son rôle lubrifiant, la salive contient des enzymes de prédigestion qui se conjuguent au bol alimentaire lors des repas. La vue des aliments augmente le débit de la sécrétion salivaire : c’est le réflexe de Pavlov. 
La sécrétion annuelle correspond à un peu moins d’une demi-tonne de salive, soit 1,5 litre par jour. 
Ce liquide a deux issues possibles : soit vers le milieu extérieur, au travers des lèvres : anesthésie, paralysie labiale, sus-occlusion iatrogène, respirateur buccal (DSD), conférenciers (postillons, évaporation), etc. soit vers l’œsophage au travers de l’isthme du gosier : c'est la voie physiologique. Cette dernière possibilité résulte du mouvement complexe de la déglutition salivaire : c’est le travail le plus gourmand en énergie (ATP) pour l’appareil manducateur. En moyenne, on observe une déglutition salivaire toutes les minutes, soit 1 500 à 2 000 déglutitions par jour. 
En termes de temps (vingt-quatre heures sur vingt-quatre) et de consommation énergétique (ATP), la déglutition salivaire est le travail le plus important de l’appareil manducateur en regard des autres fonctions (mastication, phonation, respiration buccale, etc.)

### Formes de déglutitions salivaires

#### Déglutition salivaire dysfonctionnelle (DSD)
Terminologie : « déglutition salivaire infantile », « déglutition atypique » et « déglutition dysfonctionnelle » sont synonymes. Seul l’âge civil du patient change entre ces différents qualificatifs professionnels. 
Si elles sont légion entre les crêtes alvéolaires chez le nourrisson, les ingérences linguales entre les deux arcades dentaires, ou « interpositions linguales », sont pathogéniques au cours de l’adolescence et de la vie adulte. Elles empêchent tout contact entre les arcades dentaires et induisent des migrations dentaires. Ces dernières modifient tout schéma occlusal physiologique et réduisent le temps optimal de repos des muscles manducateurs. 
Le respirateur buccal est une conséquence de la persistance pathogénique de la déglutition salivaire infantile : arrêts prématurés aléatoires de l’éruption des dents permanentes lors de la phase de permutation dentaire, empreintes dentaires sur les bords latéraux de la langue, palais étroit et haut, manque de croissance des cavités aériennes du maxillaire (fosses nasales, sinus), « double menton » induit par l’enfoncement du massif lingual dans une arcade mandibulaire en forme de fer à cheval (« langue en position basse »), disparition du vermillon des lèvres, hyperactivité compensatrice par les muscles de la mimique faciale (nerf VII), pincement des commissures labiales, perlèches, hypertrophie des amygdales, rhinites, pharyngites, bronchites, etc.
Deux études cliniques de Jeanmonod à l’université de Paris VII « La Garancière » constatent qu’il existe 75 % de DSD dans une population d’étudiants universitaires (1987 et 1988, jamais publiées). 
En 2003, la vidéo numérisée des fonctions phonétique plus la déglutition salivaire, présentées par le patient adulte montre plus de 95 % de DSD. Les enregistrements vidéo sont du type VGA 15 et 30 images par seconde, ou QVGA à 60 images par seconde. 
Quel que soit l’âge du patient, toute DSD empêche tout contact réflexe inter-arcades. Mieux cité : dans toutes les fonctions buccales naturelles, il n’y a jamais contact dans un couple dento-dentaire maxillo-mandibulaire en présence du moindre symptôme, ou signe, de DSD. 
Sur la même arcade, la DSD induit toujours des déplacements dentaires, lents et insidieux : migrations, versions, rotations et / ou égressions. Les surfaces triturantes accompagnent bien entendu les migrations dentaires. Ces déplacements anatomiques contrarient progressivement les références occlusales, ou déterminants de l’occlusion. La posture mandibulaire s’écarte ainsi de tout critère physiologique. 
Réciproquement, les perturbations occlusales entretiennent, voire aggravent la DSD (cercles vicieux). Ceci modifie continuellement le schéma occlusal et la fonction manducatrice : en réponse à l’évolution, insidieuse mais constante, des rapports occlusaux inter arcades, l’adaptation neuromusculaire cherche à minimiser toute demande supplétive d’énergie. Elle y parvient par une délocalisation tridimensionnelle optimale de la position de la mandibule par rapport à sa posture physiologique originelle.
La dysfonction manducatrice entraîne une hyperactivité et une surconsommation énergétique au niveau des muscles de la posture : mandibule, tête, cou, épaules, tronc, bras, jambes, etc. Il s’ensuit une diminution du temps de repos physiologique des muscles. Toute activité musculaire, supérieure à 30 % de la contraction volontaire maximale, collapse les veines des muscles. Il s’ensuit l’arrêt de la circulation sanguine intramusculaire, un effondrement brutal de la pression partielle en oxygène (dette O2) et une formation intense de lactates, source de crampes (myalgies) dans les territoires appauvris en oxygène (cycle de Krebs, 1953).
Comportements professionnels face à la DSD :
- Obligation de moyens : « commet une faute le dentiste qui ne rééquilibre pas l'articulé dentaire de son client » (jurisprudence belge, 1992) : 
  - En denture naturelle, cette obligation existe au cours de la phase de croissance chez l’enfant et chez l’adolescent : prévention et interception. Et notamment, durant la phase de permutation dentaire entre 6 et 14 ans (âges civils) ;
  - En denture naturelle et / ou prothétique, l’obligation existe aussi chez le patient adulte dont les relations sociales sont perturbées par la dysfonction occlusale ;
  - Cette jurisprudence est toujours valable et pas uniquement en ce qui concerne la pose d’une prothèse dentaire, fixe ou amovible : le praticien doit toujours recourir à toutes les obligations de moyens ;
  - DSD enfants et adolescents, ou déglutition infantile. La croissance permet le recours à la prévention et à l‘interception des dysfonctions, linguales et occlusales : REIOR, GAL, slices, décompression de l’espace d’éruption (extractions prématurées non compensées par un mainteneur d’espace), etc.
  - DSD adultes : 
    - Toutes les DSD adultes ne signent pas nécessairement la maladie occlusale vraie : l’adaptation neuromusculaire permet toutes sortes de compensations permettant au patient adulte de vivre « normalement » dans ses relations sociales habituelles, familiales et professionnelles ;
    - Lorsqu’un patient présente une dysfonction occlusale objective, mais qu’il ne se plaint de rien, le praticien n’interviendra pas, sauf dans le respect de l’obligation d’information. La raison est simple : le traitement d’une dysfonction manducatrice ne concerne jamais qu’une seule dent, mais bien toute une arcade de quatorze dents ;
    - lorsque les relations sociales du patient sont perturbées, on a recours à la compensation ; le plus souvent « prothétique » (métal inoxydable, porcelaine), puisque les résines et composites (matériaux tendres et ductile) s’usent rapidement face aux frictions de l’émail des dents antagonistes (matériau dur et cassant) ;
    - Pour le praticien non averti, cette compensation risque aussi d’aboutir à des surocclusions localisées à un couple dento-dentaire maxillo-mandibulaire, à une sus-occlusion généralisées à plusieurs couples ou à des contacts non-travaillants (« contacts NT ») ;
    - les contacts NT sont pathogéniques à souhait : ils suspendent brutalement toute fonction canine protectrice. Ne pas les éliminer immédiatement est une faute professionnelle : explosion intense de la dysfonction, impossibilité de déglutir la salive (le patient « bave »), douleurs permanentes, intenses et exquises dans tous les territoires posturaux, dépression et / ou suicide ;
    - la surocclusion, la sus-occlusion et les contacts NT annihilent tout bénéfice acquis par le traitement occlusal en cours. Les symptômes iatrogènes étant plus importants que les signes originels ayant conduit au traitement interceptif, le patient perd toute confiance dans le praticien qu’il vient de rémunérer pour ledit traitement.

Pour le Pr F. Hartmann, Marseille (France), 2009 :
« Dans la dysfonction linguale, la langue ne cesse d'envoyer des informations parasites aux dents. Les récepteurs dentaires de tact (type 1) sont ainsi sans cesse sollicités par la langue. Sur le plan neurophysiologique, cette dysfonction s'apparente ainsi à la crispation des mâchoires dents serrées de A. Jeanmonod. »

#### Déglutition salivaire fonctionnelle (DSF), dite «en dents serrées»
Par absence de toute symptomatologie, la DSF naturelle est exceptionnelle dans les consultations dentaires. 
La DSF est la déglutition salivaire physiologique par excellence. Par opposition à la DSD concomitante d’une ingérence linguale entre les deux arcades dentaires, ou DSD avec « interposition linguale », la DSF est dite « en dents serrées ».
Tout contact dento-dentaire induit une stimulation des mécanorécepteurs desmodontaux, ou récepteurs périodontaux de type-1. 
Le contact dento-dentaire maxillo-mandibulaire met en branle le réflexe d’ouverture de la mâchoire inférieure (C.S. Sherrington, 1917).
Tout au plus, il ne peut y avoir contact inter-arcades que s’il y a DSF, soit chez moins de 5 % de la population. Dans les conditions physiologiques, une déglutition salivaire s’opère toutes les minutes et la durée du contact dento-dentaire est inférieure à une demi-seconde (A. Jeanmonod, J. Romerowski). Ces durées mises bout à bout, les « dents serrées » des 1 500 à 2 000 DSF quotidiennes totalisent moins de vingt minutes par jour. 
Comme il y a une DSF toutes les minutes, on peut en déduire que les muscles manducateurs sont au repos physiologique durant quasi 59,5 s/min. Donc, la fonction occlusale asymptomatique se quantifie aussi par la durée optimale du repos physiologique des muscles manducateurs (état dynamique), mais jamais par les contacts dento-dentaires lors d’une occlusion d’injonction iatrogène (état statique).
En vidéographie numérique de la déglutition salivaire (2003), l’acte de DSF totalise moins de 20 images ou moins de 20/16 de seconde, soit moins de 1,25 seconde.
Même en présence d’une DSF, il n’y a jamais contact entre les dents antagonistes durant la mastication, la déglutition de solides / liquides, ni lors de la phonation: le réflexe d'ouverture mandibulaire protège les organes dentaires (C.S. Sherrington, 1917).